# St. Ägidius (Dürrnhof)

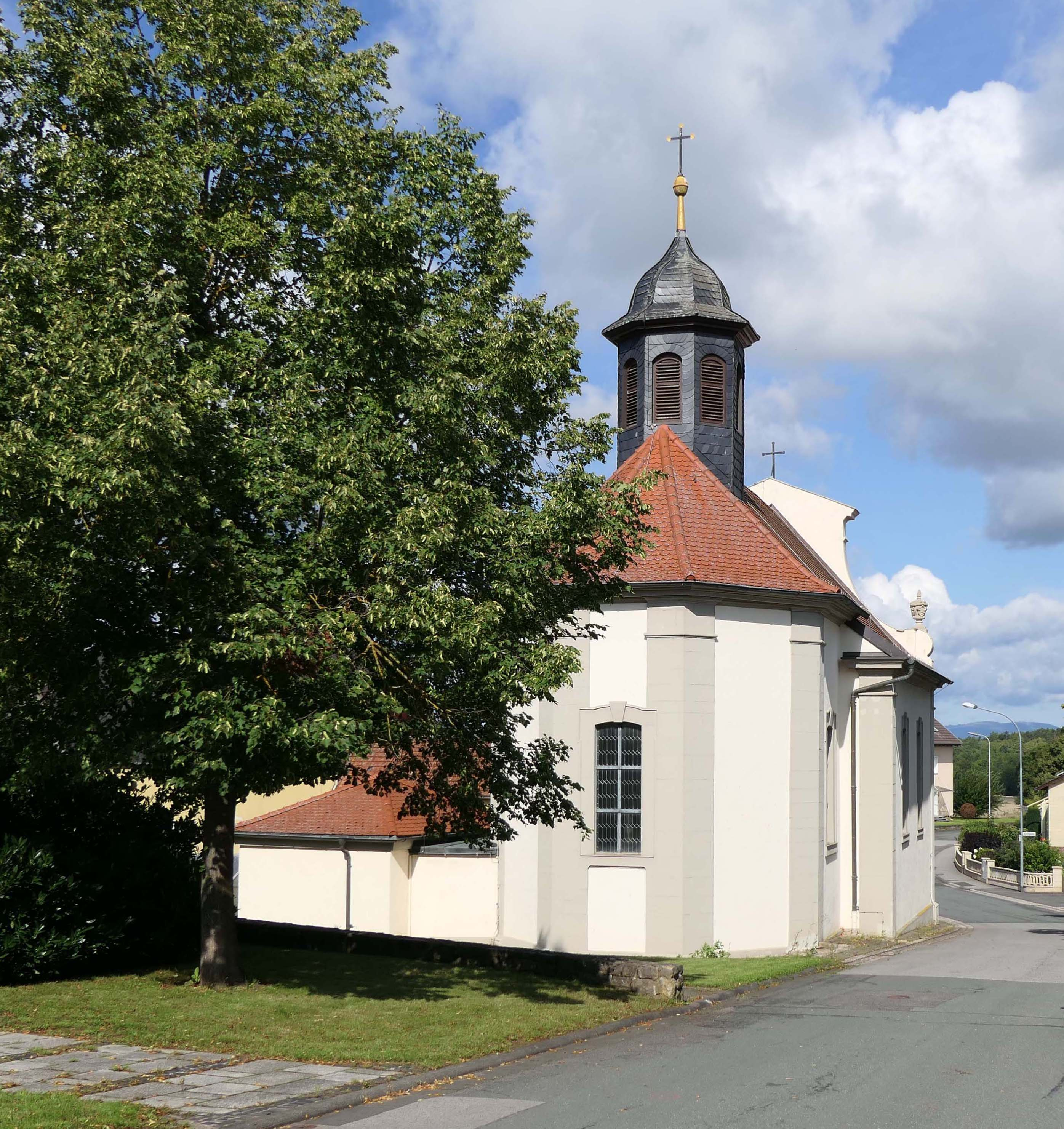
Die St. Ägidius-Kirche

Die römisch-katholische Kirche St. Ägidius befindet sich in Dürrnhof, einem Stadtteil von Bad Neustadt an der Saale, der Kreisstadt des unterfränkischen Landkreises Rhön-Grabfeld in Bayern.
Die Kirche gehört zu den Baudenkmälern von Bad Neustadt an der Saale und ist unter der Nummer D-6-73-114-176 in der Bayerischen Denkmalliste registriert.

## Beschreibung
Die Kirche wurde unter Grundherr Egid Valentin Felix von Borié, der auch das Schloss und die Kapelle in Bad Neuhaus errichten ließ, von Dürrnhofer Bauern im Jahr 1760 errichtet.
Die Kirche hat eine klassizistische Fassade mit durch Lisenen gegliederten Eckvoluten. Im geschweiften Giebelaufsatz steht unter dem Ovalfenster eine Statue des Kirchenpatrons Ägidius. Ihm zu Füßen befindet sich die Hirschkuh, die ihn während seiner Zeit als Einsiedler genährt haben soll. Unter der geschützten Rundbogennische ist ein verkröpftes Fensterchen über dem nur durch ein geschwungenes Gesims verzierten Kirchenportal zu sehen.
Der Kircheninnenraum wurde im Jahr 2010 aus Anlass des 250-jährigen Kirchenjubiläums erneuert. Wesentliches Element des Innenraums ist der von weißen Engeln mit goldenen Flügeln umgebene Tabernakelaufbau des Hochaltars mit den grau marmorierten Durchgangstüren. Sie werden von goldenen Lorbeerkränzen geziert. Die Altarmensa ist mit bunten Bauernblumen und vergoldeten Ornamenten verziert. Dort befindet sich ein Gemälde, das den Kirchenpatron Ägidius als von Engeln umgebenen Abt in dunklem Mönchshabit mit Reh zeigt.
Der Chor ist in weißer Farbe gehalten. Unter dem Chorbogen befindet sich die moderne, aus einem alten Rokokokommunionsgitter bestehende Mensa. Der Chorbogen wird von Maria und Josef eingerahmt.
Das Langhaus verfügt über zwei Fensterachsen. Die Flachdecke im Langhaus ist hell getönt und mit einem „Auge Gottes in Rosenwolken“ aus Stuck und mit goldenen Strahlen verziert. Auf der rechten Seite steht nun die restaurierte Figur des hl. Sebastian, die sich vorher in der Nische über dem Eingangsportal befand. Ebenfalls im Langhaus befinden sich eine Pietà aus dem Rokoko und eine Christusfigur, die wohl auch aus dem 18. Jahrhundert stammt. Es findet sich auch ein schön gemalter Kreuzweg.